# Harry Julian Allen
Harry Julian Allen (1910. április 1. – 1977. január 29.), röviden Harvey Allen űrhajózási mérnök, később a NASA igazgatója az Ames Research Center-ben. Leginkább a légkörbe visszatérő űrhajók alakját lényegesen meghatározó „lekerekített alakú test” („Blunt Body Theory”) kidolgozásáról ismert. Ezt az elméletét jelenleg is alkalmazzák az űrhajózás gyakorlatában.

## Élete
Allen Maywoodban született (Illinois állam, USA). A Stanford University-re járt, ahol 1932-ben szerezte meg diplomáját. Űrhajózási mérnök fokozatot  1935-ben szerzett.  1936-ban csatlakozott a National Advisory Committee for Aeronautics-hoz, ami a  Langley Research Centerben működött. 1940-ben átkerült az  Ames Research Laboratory-ba, ahol az elméleti aerodinamikai kutatásokkal foglalkozó csoport vezetője lett.  1945-től a nagysebességű kutatások osztályának vezetője. 1959-től az asztronautika helyettes igazgatója, majd 1965-1969 között igazgatója.

## Szakmai tevékenysége
Allen az aerodinamikai kutatások minden ágával foglalkozott. Jelentősen hozzájárult a szubszonikus, transzszonikus, szuperszonikus és hiperszonikus áramlások tanulmányozásához. Amikor az Egyesült Államok ballisztikus rakéták kidolgozásába kezdett, Allen a légkörbe való visszatérés dinamikáját és termodinamikáját kezdte kutatni, továbbá a sugárzás és a meteorok hatását a világűrben lévő űreszközökre. A légkörbe való visszatéréshez úgy találta, hogy nem az addig (amerikaiak és szovjetek által is) alkalmazott, hosszú, hegyes csúcsra van szükség, hanem a lekerekített, „tompa” orr több hőt képes leadni, így az űrhajó kevésbé hevül fel. Ez kulcsfontosságú felismerés volt. (a hosszú, hegyes csúcsot azért alkalmazták, mert annak kisebb a légellenállása). A korai kísérletek a hegyes orrú rakétákkal azt mutatták, hogy a hő hatására a rakéta fémteste olvadni kezdett.
Allen elmélete alapján dolgozták ki a hőpajzsot is, ami a visszatérés során az űrhajót és az űrhajósokat védi a túlhevüléstől.

## Díjak, elismerések, tagságok
- Az American Institute of Aeronautics and Astronautics ösztöndíjjal jutalmazott tagja
- A Royal Aeronautical Society ösztöndíjjal jutalmazott tagja (Egyesült Királyság)
- Az American Astronautical Society ösztöndíjjal jutalmazott tagja
- A Meteoritical Society ösztöndíjjal jutalmazott tagja
- A National Academy of Engineering tagja
- Sylvanus Albert Reed Award of the Institute of the Aerospace Sciences (az AlAA elődje)  (1955)
- Wright Brothers Lectureship of the Institute of the Aerospace Sciences (1957)
- Distinguished Service Medal of the NACA (1957)
- Airpower Trophy of the Air Force Association (1958)
- NASA Medal for Exceptional Scientific Achievement (1965)
- Daniel Guggenheim Medal awarded by AlAA, ASME, and SAE (1969)